# Malouetia barbata
Espèce
Statut de conservation UICN

 EN B1ab(iii)+2ab(iii) : En danger
Malouetia barbata est une espèce de plantes à fleurs de la famille des Apocynaceae et du genre Malouetia, endémique du Cameroun.

## Description et habitat
C'est un arbuste qui se développe dans une forêt riveraine (Lobé, Kienke). L'espèce a été observée dans la région du Sud, près de Kribi, également dans le parc national de Campo-Ma'an. 
L'espèce est fortement menacée par l'urbanisation, les projets touristiques et économiques, comme celui du port en eaux profondes de Kribi. 